# 阿兰加
阿兰加（西班牙語：Aranga），是西班牙加利西亚自治区拉科鲁尼亚省的一个市镇。总面积120km², 总人口2314人（2001年），人口密度19人/km²，下辖6个堂区。

## 图集

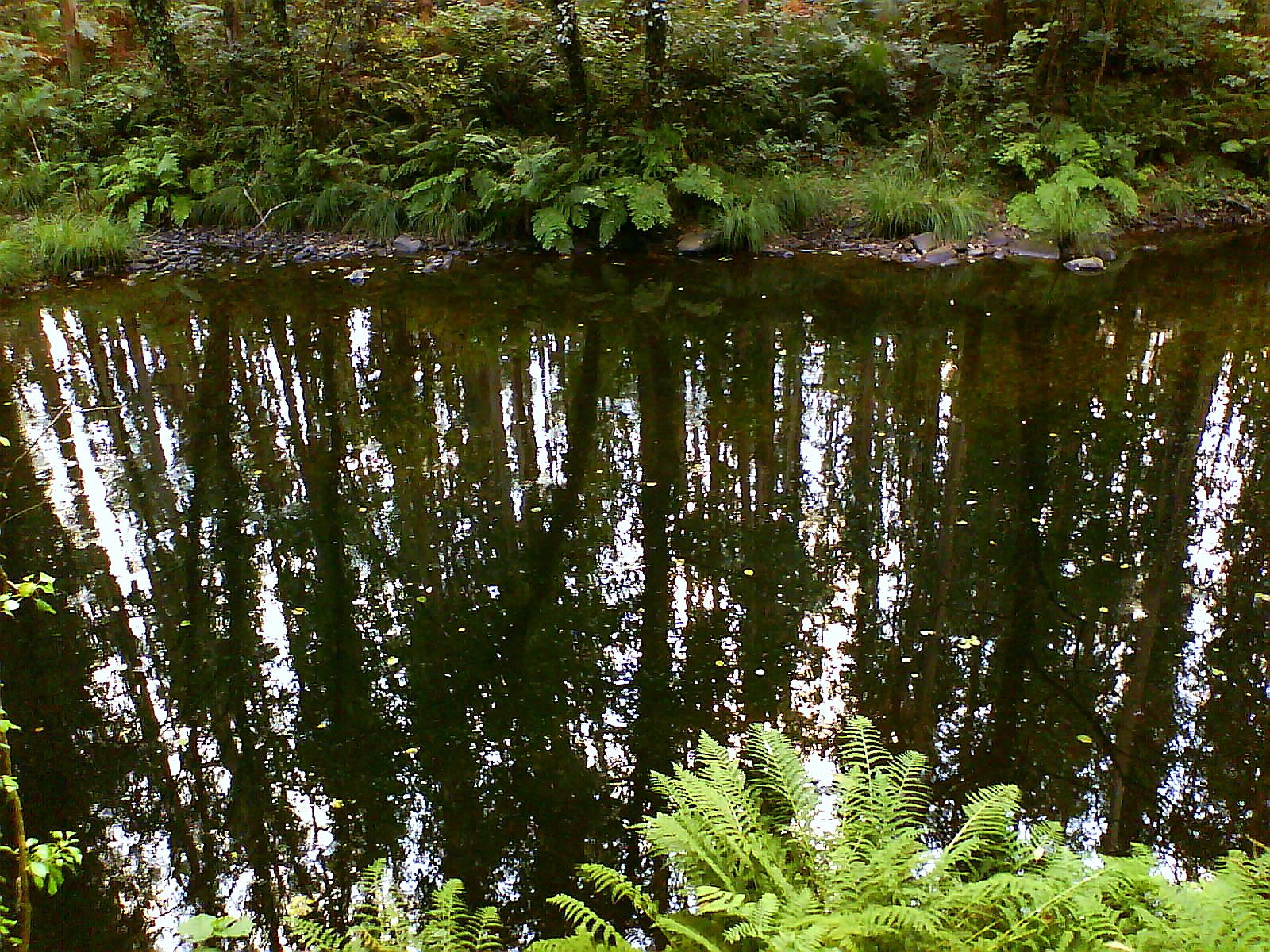
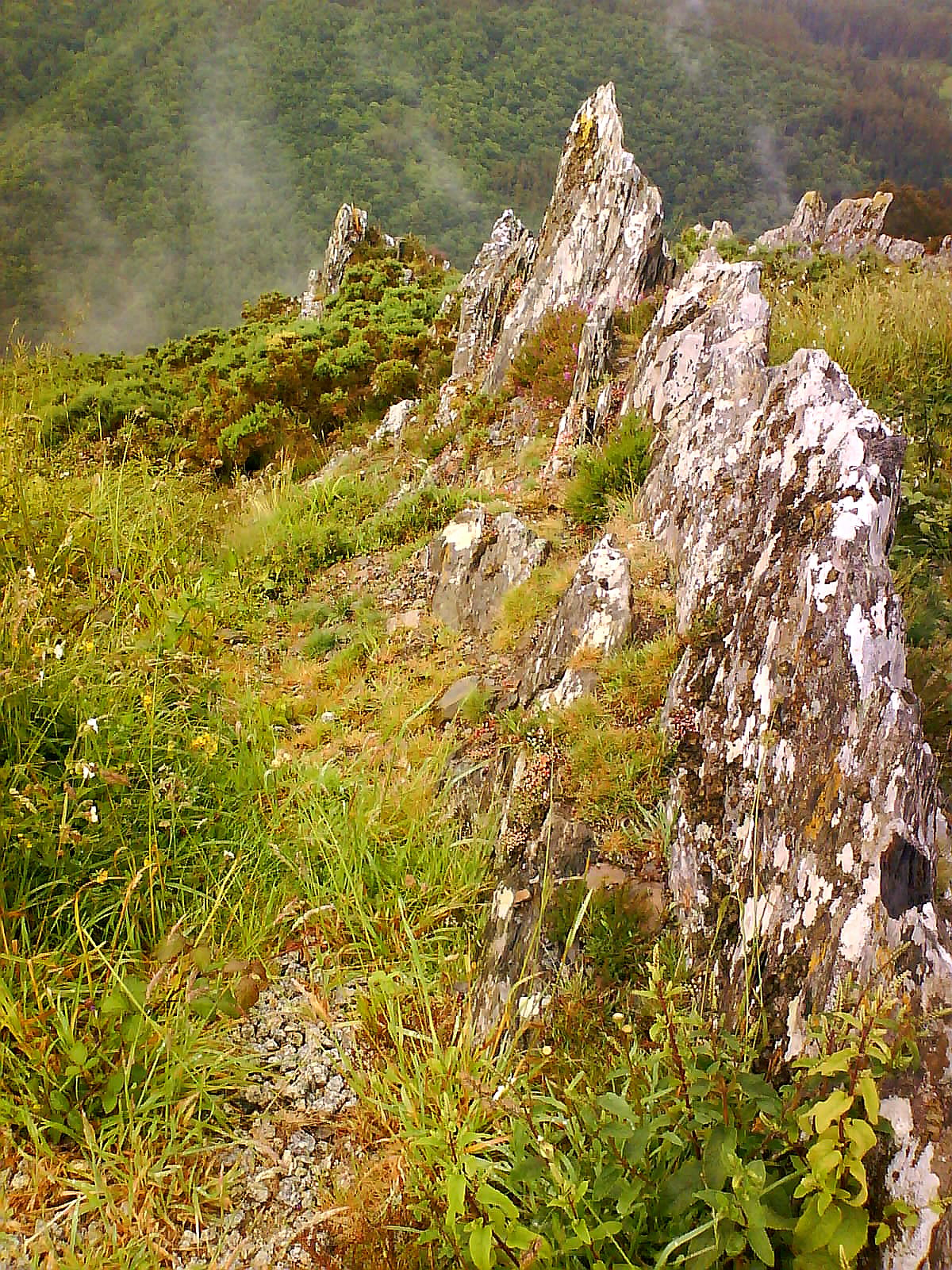
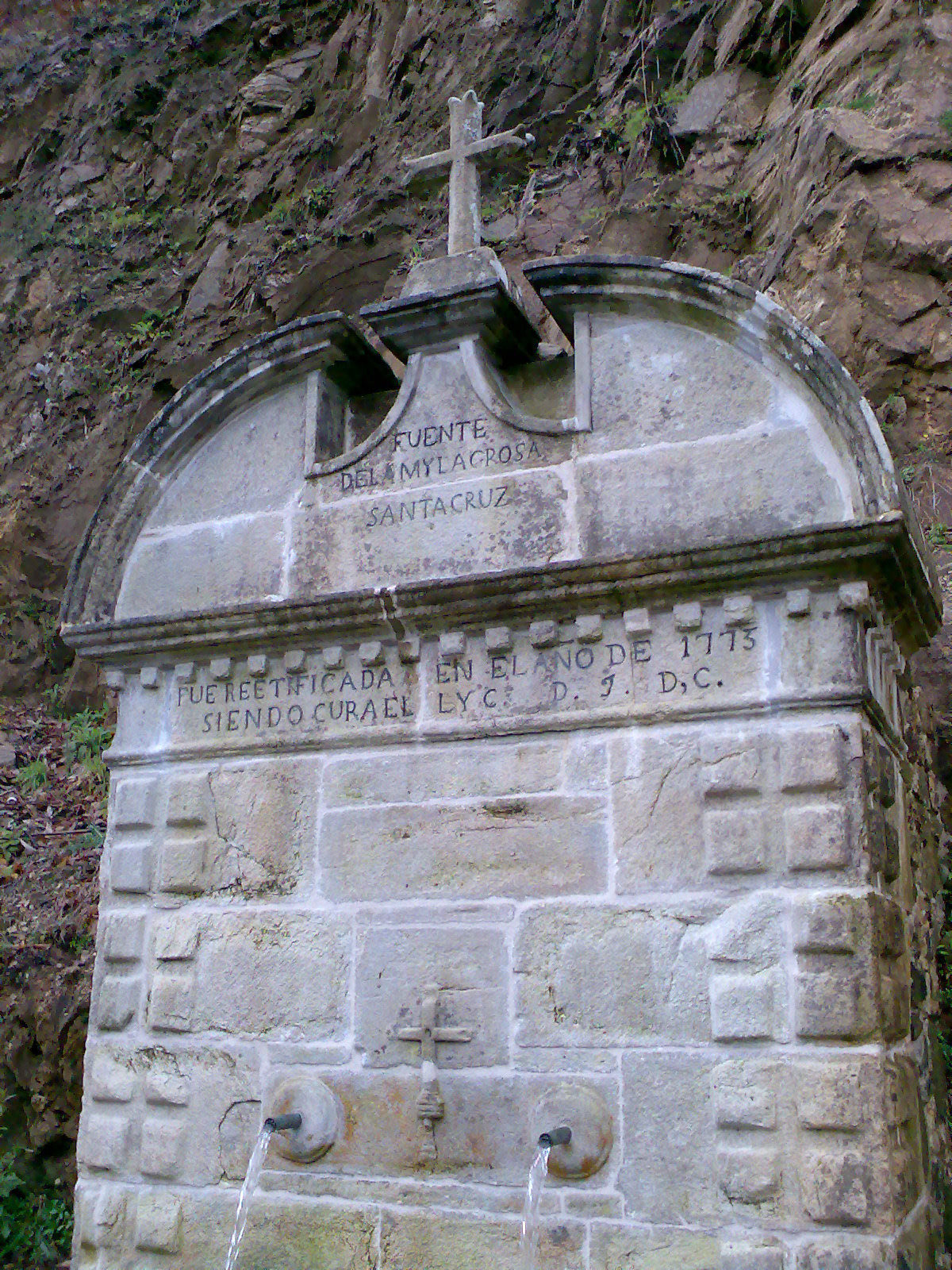

## 人口
| 阿兰加                 |
|                        |
| 来源：西班牙国家统计局 |